# Anton Rosenkranz
Anton Rosenkranz (* 17. November 1827 in Prag; † 29. Juni 1888 in Ödenburg) war ein böhmischer Militärkapellmeister und Komponist.

## Leben
Rosenkranz studierte am Prager Konservatorium und wurde im Alter von 20 Jahren Kapellmeister des Bürgerlichen Infanteriekorps in Prag. Von 1848 bis 1850 war er Kapellmeister des 2. Steirischen Freiwilligen-Jäger-Bataillons und wechselte anschließend zur Militärmusik des 39. Infanterieregiments.
Von 1865 bis 1878 war er Kapellmeister beim Infanterieregiment Nr. 80 und trat 1878 die Nachfolge von Carl Michael Ziehrer beim Infanterieregiment Nr. 76 an.

## Kompositionen (Auszug)

### Werke für Blasorchester
- 76er Regimentsmarsch
- Feuerwehr Marsch
- Marsch Mit Sack und Pack
- 80er Regimentsmarsch
- Deutschland über alles
- Die Rast am Franz-Josefs Berg
- Mein Österreich
- Tegetthoff-Marsch (offizieller Marsch der k.u.k. Kriegsmarine)[1]

### Kirchenmusik
- Pater Noster, für Chor und Orgel

## Auszeichnung
- Päpstliche Verdienstmedaille Benemerenti für sein Pater Noster